# زمانه (فیلم)
زمانه فیلمی به کارگردانی حمیدرضا صلاحمند، نویسندگی حمیدرضا صلاحمند و پوپک راد و تهیه‌کنندگی بهروز رشاد محصول سال ۱۳۸۰ است.

## خلاصه داستان
ازدواج سعید و زمانه که در همسایگی هم زندگی می‌کنند، به رغم قول و قرارهای قبلی، با مخالفت خانواده دختر و به خصوص پدر او روبرو می‌شود که به دلیل جانبازی سعید به این ازدواج راضی نیست و…

## جشنواره‌ها
این فیلم در بیست و یکمین دوره جشنواره فیلم فجر و پنجمین و ششمین دوره جشن خانه سینما حضور داشته است.